# Municipio de Fairfield (condado de Clay)
El municipio de Fairfield (en inglés: Fairfield Township) es un municipio ubicado en el condado de Clay en el estado estadounidense de Nebraska. En el año 2010 tenía una población de 598 habitantes y una densidad poblacional de 6,4 personas por km².

## Geografía
El municipio de Fairfield se encuentra ubicado en las coordenadas 40°24′1″N 98°6′11″O / 40.40028, -98.10306. Según la Oficina del Censo de los Estados Unidos, el municipio tiene una superficie total de 93.5 km², de la cual 93,47 km² corresponden a tierra firme y (0,04 %) 0,03 km² es agua.

## Demografía
Según el censo de 2010, había 598 personas residiendo en el municipio de Fairfield. La densidad de población era de 6,4 hab./km². De los 598 habitantes, el municipio de Fairfield estaba compuesto por el 97,99 % blancos, el 0,33 % eran afroamericanos, el 0,67 % eran amerindios, el 0,67 % eran de otras razas y el 0,33 % eran de una mezcla de razas. Del total de la población el 1,17 % eran hispanos o latinos de cualquier raza.